# Jalkapallon suomenmestaruuskilpailut 1919
La Jalkapallon suomenmestaruuskilpailut 1919 fu l'undicesima edizione del campionato finlandese di calcio. Fu giocato in un formato di coppa e vide la vittoria dell'HJK per la terza edizione consecutiva.

## Semifinali
|         | Risultati |                 | Luogo e data |
| ------- | --------- | --------------- | ------------ |
| HJK     | 1-1       | HIFK            |              |
| HJK     | 2-1       | HIFK            |              |
| Åbo IFK | 1-2       | Viipurin Reipas |              |
|         |           |                 |              |

## Finale
|     | Risultati |                 | Luogo e data |
| --- | --------- | --------------- | ------------ |
| HJK | 1-0       | Viipurin Reipas |              |
|     |           |                 |              |